# Hong Xa-bin
Dans ce nom coréen, le nom de famille, Hong, précède le nom personnel.
Hong Xa-bin (hangeul : 홍사빈 ; RR : Hong Sabin) est un acteur sud-coréen, né le 18 avril 1997[Où ?].

## Biographie

### Jeunesse et formation
Hong Xa-bin naît le 18 avril 1997, en Corée du Sud. Jeune, il fréquente l'université de Hanyang pour étudier théâtre et cinéma, d'où il sortira diplômé. Il y avait pourtant enduré de moments difficiles du fait qu'il avait beaucoup du mal à jouer dans les pièces de théâtre et qu'un professeur lui avait conseillé d'essayer d'autres domaines ; il a finalement choisi le département de production, de son et d'éclairage pendant deux-trois ans avant qu'un ami ne lui ait suggéré le court métrage : « Pour la première fois, j'ai été félicité pour avoir bien joué. (…) Après cela, j'ai gagné ma confiance, et j'ai recommencé à jouer. J'ai pensé que si maintenant je me sentais gêné, je le serais moins plus tard. ».

### Carrière
En 2018, il commence sa carrière dans le court métrage 휴가 (« Vacances »), sélectionné au festival du court métrage Mise en scène (제 미쟝센 단편 영화제), et, en 2019, il apparaît dans un autre court intitulé Save Me (폭염) pour lequel il remporte le prix du meilleur acteur au festival du court métrage de Chungmuro (충무로단편영화제).
En septembre 2022, il tient son premier rôle principal dans Hopeless (화란, 2023), premier long métrage de Kim Chang-hoon, aux côtés de Song Joong-ki et Kim « Bibi » Hyung-seo. Ce film est sélectionné hors compétition dans la catégorie « Un certain regard », au festival de Cannes 2023. Fin novembre 2023, pour ce rôle, il obtient le prix du meilleur acteur débutant à la cérémonie des Blue Dragon Film Awards.
En février 2023, il est choisi pour le rôle de Woo Hee-rak, dernier étudiant de classe 3–2, dans la série télévisée Duty After School (en) (방과 후 전쟁활동), diffusée en mode continu le 31 mars 2023 sur le réseau TVING.

### Vie privée
Le 26 novembre 2023, son agence Sam Company annonce son départ au service militaire, ayant lieu le 19 décembre, avec une promesse : « Je reviendrai en bonne santé ».

## Filmographie partielle

### Longs métrages
- 2019 : Tune in for Love (유열의 음악앨범) de Jeong Ji-woo : Jeong-hyeop
- 2023 : Hopeless (화란) de Kim Chang-hoon : Yeon-gyoo
- 2024 : Escape (탈주) de Lee Jong-pil : Dong-hyeok

### Séries télévisées
- 2020 : The School Nurse Files (보건교사 안은영)
- 2023 : Duty After School (en) (방과 후 전쟁활동) : Woo Hee-rak
- 2023 : A Bloody Lucky Day (운수 오진 날) : Oh Seung-hyeon

## Récompense
- Blue Dragon Film Awards 2023 : meilleur acteur débutant dans Hopeless[6]